# Lui Temelkovski
Lui Temelkovski (né le 4 octobre 1954 à Braytchino en Macédoine) est un homme politique canadien. 

## Biographie
Il a été député à la Chambre des communes du Canada, représentant la circonscription ontarienne de Oak Ridges—Markham, sous la bannière du Parti libéral du Canada, de 2004 à 2008. Il parle couramment l'italien, le macédonien et l'anglais, et est en apprentissage du français.